# آدم ريتشارد
آدم ريتشارد (بالإنجليزية: Adam Richard)‏ هو ترفيهي أسترالي، ولد في 1972 في Carlton, Victoria ‏ في أستراليا.